# Marquee Moon (chanson)
Marquee Moon est la quatrième piste de l'album homonyme du groupe de rock new-yorkais Television. Cette chanson a été écrite par Tom Verlaine.

## Construction
La chanson est marquée par une complexité de jeu de guitare, nécessitant un ensemble cohérent et parfait. 

## Sortie
La chanson est sortie en 1977. Elle n'a pas eu un grand succès aux États-Unis, à l'instar de l'album tout entier. Ceci est sûrement expliqué par la longueur de la chanson. Mais au Royaume-Uni, la chanson a réussi tout de même à se hisser dans le top 30.
La chanson, sortie en single, devait être, alors, coupée en deux parties : "Marquee Moon" (part 1) et "Marquee Moon" (part 2).

## Critique
Aujourd'hui les critiques citent la chanson dans de nombreux classements. Par exemple, le magazine Rolling Stone la place en 372e position dans le classement des « 500 plus grandes chansons de tous les temps » en 2005, et 41e « meilleure piste de guitare de tous les temps ». Elle fait également partie de la liste des « 500 chansons qui ont façonné le rock and roll » du Rock and Roll Hall of Fame.

## Dans la culture populaire
La chanson est présente dans le film Le Grand Bain (2018) de Gilles Lellouche.